# Yosemite Valley (Californië)

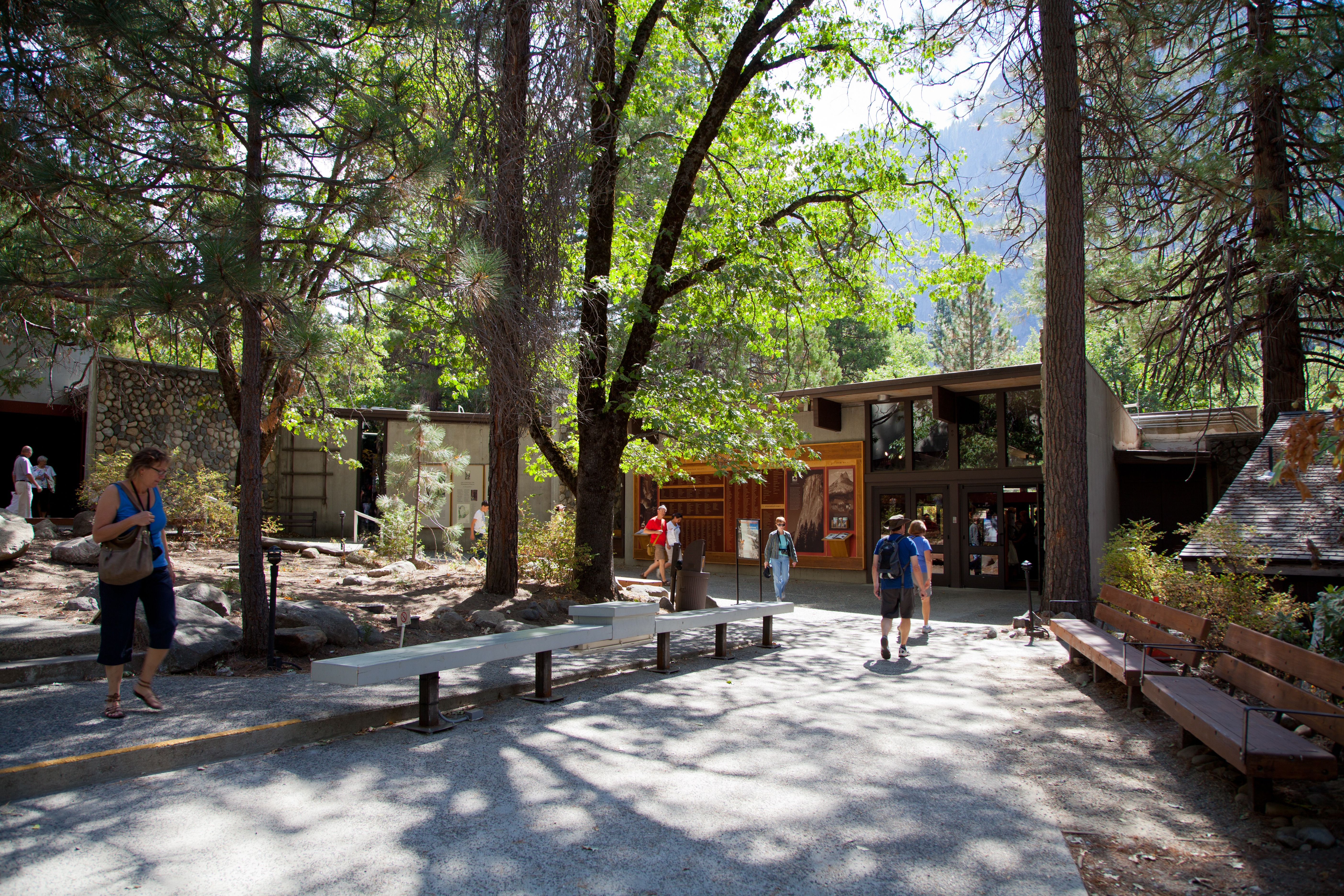
Infrastructuur voor toeristen in Yosemite Village.

Yosemite Village is een dorp in de Yosemite Valley in het Yosemite National Park in de Amerikaanse staat Californië. Het is het toeristisch, commercieel en administratief centrum van het nationale park. Er zijn verschillende hotels, waaronder de Yosemite Lodge en The Ahwahnee, alsook een brandweerkazerne, postkantoor (sinds 1869), gerechtsgebouw, school, kliniek, kruidenierszaak, restaurants, souvenirwinkels en het hoofdkwartier en belangrijkste bezoekerscentrum van Yosemite National Park. Het dorp staat als het Yosemite Village Historic District op de National Register of Historic Places.
Yosemite Village en haar onmiddellijke omgeving, inclusief Curry Village en Housekeeping Camp bijvoorbeeld, vormen samen de census-designated place Yosemite Valley, die gebruikt wordt voor statistische doeleinden. Volgens het United States Census Bureau omvat de CDP een oppervlakte van 5,4 km². Terwijl er in 2000 nog maar 265 inwoners werden geteld in het gebied, bedroeg dat 1035 in 2010. De meeste permanente inwoners zijn personeel van de National Park Service of van verschillende concessies in het park. Volgens de volkstelling van 2010 was 80,3% van de inwoners blank, 3,0% indiaans, 3,0% Aziatisch, 2,7% Afro-Amerikaans en 0,7% afkomstig van de eilanden in de Stille Oceaan. 6,8% identificeerde zichzelf als een ander ras en 3,6% behoorde tot twee of meer etniciteiten. Van de totale bevolking zag 11,9% zichzelf als hispanic of latino. Grofweg de helft van de inwoners leefde in een huishouden, terwijl de andere helft samenleefden in een groep (bv. verblijven voor personeel).
Yosemite Village of Yosemite Valley hebben geen eigen lokaal bestuur, maar vallen onder de jurisdictie van het nationale park en Mariposa County. 
Bezienswaardigheden: Bridalveil Fall · Cathedral Lakes · Cathedral Peak · Chilnualna Falls · Clouds Rest · El Capitan · Emerald Pool · Glacier Point · Grand Canyon of the Tuolumne · Grizzly Giant · Half Dome · Hetch Hetchy · Horsetail Fall · John Muir Trail · Mariposa Grove · Merced Grove · Merced River · Mount Conness · Mount Dana · Mount Lyell · Mount Starr King · Nevadawaterval · Ostrander Lake · Pacific Crest Trail · Sentinel Dome · Sentinel Rock · Tenaya Canyon · Tenaya Lake · Tunnel View · Tuolumne Grove · Tuolumne Meadows · Tuolumne River · Vernalwaterval · Wawona Tunnel Tree · Yosemite Valley · Yosemitewaterval

Bebouwing: Ahwahnee Hotel · Badger Pass Ski Area · Camp 4 · Curry Village · Glacier Point Hotel · Housekeeping Camp · LeConte Memorial Lodge · Pioneer Yosemite History Center · Rangers' Club · Parsons Memorial Lodge · Wawona · Wawona Hotel · Yosemite Valley Chapel · Yosemite Valley Lodge · Yosemite Village

Vervoer: SR 41 · SR 120 · SR 140 · Wawona Tunnel · Yosemite Area Regional Transportation System

Personen: Ahwahnechee · Chief Tenaya · Frederick Law Olmsted · Galen Clark · John Conness · John Muir · Sierra Miwok · Stephen Mather · Robert Underwood Johnson